# Rebecca Maurer
Rebecca Maurer (* 1969 in Nürnberg) ist eine deutsche Cembalistin und Fortepianistin.

## Leben

### Ausbildung und Lehrtätigkeit
Sie studierte Klavier bei Erich Appel am Nürnberger Meistersinger-Konservatorium, später Klavier und Cembalo an der Hochschule für Musik Freiburg u. a. bei Robert Hill. Nach einem Aufbaustudium in der Cembaloklasse von Bob van Asperen am Sweelinck Conservatorium Amsterdam ging sie als Stipendiatin der Cornell University für zwei Jahre in die USA, wo sie u. a. als Lehrassistentin von Malcolm Bilson tätig war.
Nach dieser Zeit vertrat Maurer von 2001 bis 2003 die Professur für das Fach Cembalo an der Hochschule für Musik und Darstellende Kunst Stuttgart. Derzeit umfasst ihre Lehrtätigkeit Kurse im Bereich der historischen Aufführungspraxis (u. a. Kurs Fortepiano an der Hochschule für Musik Nürnberg).
Schüler von ihr war unter anderem Jens Wollenschläger.

### Vortrags- und Expertentätigkeit
2004 referierte Rebecca Maurer auf Einladung der Bate Collection (Oxford University) über historische Tasteninstrumente. Für mehrere Sendeanstalten der ARD ist sie zudem als freie Autorin tätig.
Als Spezialistin für historische Tasteninstrumente arbeitet sie eng mit einigen bedeutenden Sammlungen zusammen, u. a. mit dem Germanischen Nationalmuseum Nürnberg. Zudem wurde sie als Jurymitglied zu mehreren internationalen Wettbewerben eingeladen (z. B. International JS Bach Competition, Philadelphia, USA).

### Auftritts- und Aufnahmetätigkeit
1997 wirkte Rebecca Maurer bei der BBC-Produktion „Great Composers – Mozart“ mit, 1999 trat sie als Solistin in Mozarts C-Dur-Klavierkonzert (KV 246) mit dem Cornell Chamber Orchestra auf. Sie gastiert zudem bei internationalen Festivals (z. B. Bodenseefestival 2006, The Bach Festival of Philadelphia) und hat für verschiedene Rundfunkanstalten aufgenommen: Deutschlandradio Kultur, Südwestrundfunk, Bayerischer Rundfunk, BBC, Rundfunk Berlin-Brandenburg.
Ihre erste CD ist 2007 mit Werken von Wolfgang Amadeus Mozart und Ludwig van Beethoven bei BeckmannMusik erschienen. Diese wurde unter Verwendung des einzigen erhaltenen Hammerflügels aus der Werkstatt von Johann Heinrich Ernst Fessel eingespielt.

## Veröffentlichungen
- Maurer, Rebecca: Mozart und Beethoven auf der Reise nach Berlin. BeckmannMusik, 2007. (Audio-CD)